# NGC 6387
NGC 6387 (również PGC 60355) – galaktyka spiralna (S), znajdująca się w gwiazdozbiorze Smoka. Odkrył ją Lewis A. Swift 22 lipca 1886 roku. Jest to galaktyka z aktywnym jądrem. Jest w trakcie kolizji z inną galaktyką.
W galaktyce tej zaobserwowano supernową SN 2004eb.